# اندیس آنومالی کوه تنگ
آنومالی کوه تنگ یک اندیس فلزی است که در حوالی شهر سبزواران استان کرمان قرار دارد و مادهٔ معدنی موجود در آن، طلا است.سنگ میزبان این اندیس سنگ آهک، گرانودیوریت، کنگلومرا، ماسه‌سنگ، مارن، آندزیت، بازالت، ریوداسیت است  در این اندیس، پاراژنز‌های شئلیت، پیریت، زیرکن، آپاتیت، روتیل، باریت، گارنت، هماتیت، مگنتیت، مالاکیت یافت می‌شوند.